# Lisa Fissneider
Lisa Fissneider (ur. 1 października 1994 w Bolzano) – włoska pływaczka, specjalizująca się w stylu klasycznym na dystansach (50, 100 i 200 m).
Brązowa medalistka mistrzostw Europy na krótkim basenie z Eindhoven w sztafecie 4 x 50 m stylem zmiennym. Mistrzyni Europy juniorów z Helsinek na 50 m stylem klasycznym, wicemistrzyni na 100 m stylem klasycznym. 2-krotna mistrzyni świata juniorów z Limy na 50 i 100 m stylem klasycznym, wicemistrzyni na 200 m żabką.

## Statystyki

### Rekordy życiowe

#### 50 metrów
- 50 m żabka: 31"51
- 100 m żabka: 1'07"71 (rekord mistrzostw Świata juniorów)
- 200 m żabka: 2'26"01

#### 25 metrów
- 50 m żabka: 30"82
- 100 m żabka: 1'06"45
- 200 m żabka: 2'22"45

### Progresja
| 50 metrów | 50 metrów     | 50 metrów   | Pora roku | 25 metrów  | 25 metrów   | 25 metrów   |
| 50 m żabka | 100 m żabka   | 200 m żabka | Pora roku | 50 m żabka | 100 m żabka | 200 m żabka |
| 44"73 | n/a           | n/a         | 2003-04   | n/a        | 1'37"60     | n/a         |
| n/a | n/a           | n/a         | 2004-05   | 44"00      | n/a         | n/a         |
| 39"36 | n/a           | 3'02"45     | 2005-06   | n/a        | 1'27"11     | n/a         |
| 36"24 | 1'18"16       | 2'49"08     | 2006-07   | n/a        | 1'16"95     | 2'48"28     |
| 34"79 | 1'17"28       | 2'43"31     | 2007-08   | 34"73      | 1'15"28     | 2'40"92     |
| 33"35 | 1'13"00       | n/a         | 2008-09   | 33"04      | 1'10"70     | 2'37"30     |
| 32"20 | 1'09"27       | 2'41"42     | 2009-10   | 30"94      | 1'06"45     | 2'30"04     |
| 31"51 IS | 1'07"71 MG-IS | 2:26:01     | 2010-11   | 31"22      | 1'06"53 IS  | 2'22"45 IS  |
| 32"12 | 1'09"47       | 2'28"37     | 2011-12   | 30"82 IS   | 1'06"94     | 2'23"57     |
| \| Legenda \| \| --------------------------------------------------------------------------------------------------------------------------------------------------------------------------------------------- \| \| MG = Rekord Mistrzostwa Świata w Pływaniu młodzieżowym IS = Rekord włoski z kostiumem z tkaniny Czas pogrubiony = Rekord personalny Czas kursywą = Z zastrzeżeniem możliwości dalszej poprawy \| |               |             |           |            |             |             |
| Legenda |               |             |           |            |             |             |
| MG = Rekord Mistrzostwa Świata w Pływaniu młodzieżowym IS = Rekord włoski z kostiumem z tkaniny Czas pogrubiony = Rekord personalny Czas kursywą = Z zastrzeżeniem możliwości dalszej poprawy |               |             |           |            |             |             |

## Osiągnięcia
| Mistrzostwa Europy w pływaniu                    | 50 m żabka           | 100 m żabka            | 200 m żabka    | 4×50 m mieszane              |
| Debreczyn 2012                                   | 20 32"70             | 24 1'10"69             | 25 2'33"79     | ---                          |
| Mistrzostwa Europy w pływaniu na krótkim basenie | 50 m żabka           | 100 m żabka            | 200 m żabka    | 4×50 m mieszane              |
| Stambuł 2009                                     | 32 31"58             | 26 1'07"72             | ---            | ---                          |
| Eindhoven 2010                                   | 13 w półfinale 31"62 | 10 w półfinale 1'08"35 | ---            | brąz - 1'49"56 ułamek: 30"84 |
| Szczecin 2011                                    | 6 30"82              | 10 1'07"99             | 21 2'27"83     | 5 - 1'49"11 ułamek: 31"23    |
| Mistrzostwa Świata juniorów w pływaniu           | 50 m żabka           | 100 m żabka            | 200 m żabka    | 4×100 m mieszane             |
| Lima 2011                                        | Złoto 31"51          | Złoto 1'07"71          | Srebro 2'26"01 | 6 - 4'10"39 ułamek: 1'08"41  |
| Mistrzostwa Europy juniorów w pływaniu           | 50 m żabka           | 100 m żabka            | ---            | 4×100 m mieszane             |
| Helsinki 2010                                    | Złoto 32"20          | Srebro 1'09"59         | ---            | zdyskwalifikowana (4ª)       |

### Mistrzostwa Włoch w pływaniu
5 poszczególnych tytułów:
- 2 w 50 m żabka
- 2 w 100 m żabka
- 1 w 200 m żabka

nbu = nie brająca udział
| Rok  | Edycja   | żabka 50 m | żabka 100 m | żabka 200 m |
| ---- | -------- | ---------- | ----------- | ----------- |
| 2009 | Zimowe   | 1          | 1           | nbu         |
| 2010 | Letnie   | 2          | 2           | nbu         |
| 2011 | Wiosenne | -          | nbu         | 2           |
| 2011 | Letnie   | 1          | 1           | 1           |
| 2012 | Wiosenne | 2          | 2           | 2           |